# Ektodermne ciste odontogenog porekla
Ektodermne ciste odontogenog porekla su jasno ogranišene razvojne šupljine sa unutrašnje strane obložene epitelom u koštanim fisurama i mekim tkivima, ispunjene tečnim sadržajem. Nastaju kao posledica uvrtanja ektoderma između embrionalnih procesusa koji učestvuju u formiranju lica i vilica. Svaku cistu treba, kako god je to moguće, u celosti odstraniti, jer ona svojim daljim rastom dovodi do resorpcije koštanog tkiva, predstavlja latentno žarište infekcije, a postoji mogućnost maligne alteracije.

## Opšta razmatranja
Ciste vilica  su su šupljine jasno ograničene u mekom tkivu ili organu, ispunjene tečnim sadržajem, a sa unutrašnje strane obložene epitelom. Ciste u vilicama se relativno često javljaju a prema poreklu se dele na ektodermne ciste odontogenog i ektodermne ciste neodontogenog porekla.
Ektodermne ciste odontogenog porekla
U ektodermne ciste odontogenog (razvojnog) porekla spadaju:
- gingivalna cista dece (Epsteinove perle)
- odontogena keratocista (primordijalne ciste)
- folikularna cista,
- eruptivna cista,
- lateralna periodontalna cista,
- gingivalna cista odraslih,
- glanduralne odontogene ciste
- radikularna cista.[3]

Ektodermne ciste neodontogenog porekla
U ektodermne ciste neodontogenog porekla spadaju:
- medijalne — alveolarne i palatinalne
- globulomaksilarne
- nazoalveolarne
- nazopalatinalne — ciste papile palatine,
- ciste incizivnog kanala.

## Vrste ektodermnih cisti odontogenog porekla
| Naziv                        | Kliničke karakteristike | Slika |
| ---------------------------- | --- | ----- |
| Folikularna cista            | Nastaju kao posledica poremećaja u razvitku zuba, ili zubnog folikula. Pretežno se javljaju kodu mlađih osoba. Nedostatak nekoga od zuba koji je već trebalo da niknu kao ii izbočenja koja pri tome nastaju ukazuju na folikularnu cistu. |       |
| Radikularna cista            | Naziv su dobile po tome jer nastaju od procesa koji se formira u predelu apscesa zuba ili na bazi granuloma. Mogu nastati na bilo kojem zubu, ali su izuzetno retke na mlečnim zubima. Češće se javljaju u gornjoj, nego u donjoj vilici. Najućestalija pojava radikularne ciste je u trećoj i četvrtoj deceniji života, češćee kod muškaraca. Klinička slika radikularne ciste, osim od lokalizacije, odnosno od kojega zuba potiče, dosta zavisi i od toga da li postoje znaci akutnog zapaljenja ili ne. Cista koja ne pokazuje znake akutnog zapaljenja, u dijagnostici ne predstavlja veliki problem. Dok su još male, klinički simptomi nedostaju, tako da se mogu otkriti tek pri rutinskom rendgenološkom ispitivanju. Raste sporo i bezbolno, potiskujući okolna tkiva. Smatra se da se uvećava 0.5 cm u prečniku za godinu dana. Kada dospe ispod periosta, daje jedno izboćenje koštanog tkiva koje može na palpaciju pokazivati različite fenomene. Sluzokoža iznad ciste je nepromenjena, a izboćenje koštanog tkiva je glatke površine. Kako i folikularne ciste, mogu svojim rastom da dovedu do dislokacije i oštećenja susednih zuba, i/ili oštećenja koštanog tkiva. Tada ih treba što pre odstraniti. |       |
| Gingivalna cista odraslih    | Retka je odontogena cista koja se javna u obliku plakasto-providne čvrste kvržice (zadebljanje), lokalizovane na alveolarnom grebenu u predelu korena donjih očnjaka i/ ili premolara. Imaju tanku ovojnicu kroz koju prosijava svetla tečnost. Promer im nije veći od 3 do 5 mm, a nešto su veće od gingivalnih cista u dece. Ne ostavljaju nikakav trag na koštanoj podlozi na kojoj rastu Uzrok nastanka su najverovatnije embrionalni ostaci epitela koji formira zubnu gleđ. Gingivalne ciste mogu biti i druge lokalizacije od navedene. |       |
| Gingivalna cista dece        | One su male cistične formacije koje predstavljaju ostatke epitelnog tkiva. Nastaju prilikom spajanja maksilarnih nastavaka od ostataka dentalne lamine u obliku beličaste kuglaste izbočine veličine 1–3 mm. Lokalizovane su uzduž srednje linije tvrdog nepca i javljuju se u 80% novorođenčadi. Mogu biti solitarne ili multiple. Ne izazivaju nikakve simptome. Spontano nestaju s vremenom kada dete počinje jesti konzistentniju hranu i ne ostavljaju nikakav trag na koštanome tkivu čeljusti. Nazivaju se i Epštajnove perle i/ ili Bohnovi čvorići. |       |
| Glandularna odontogena cista | Retka je odontogena cista, koja može biti različite veličine. |       |

## Klinička slika
Simptomi folikularnih i radikularnih cista su skoro isti. Imaju bezbolni razvitak ialo rastu ekspanzivno istanjujući koštano tkivo, tako da dolazi mnogo ćešče do pojave tumefakcije sa vestibularne nego sa palatinalne ili  jezične (lingvalne) strane u donjoj vilici, jer je pretežni razvitak ciste prema vestibulumu - bukalno i labijalno, koji je uslovljen manjim otporom koštanog tkiva.
Dok su male otkrivaju se rendgenski i ne pričinjavaju subjektivne tegobe. Smatra se da se za 0.5 cm uvećavaju u prečniku za godinu dana. Bolesnici se najčešče javljaju lekaru zbog pojave tumefakcije (ispupčenja) ili infekcije ciste kada bolest ide pod simptomatologijom infektzivnog apscesa.

## Dijagnoza
Dijagnoza odontogenih i drugih koštanih cista postavlja se na osnovu pregleda pacijenta, koji uključuje:
- uzimanje anamneze,
- klinički pregled — inspekcija, palpacija područja vilica i perkusiju zuba, tokom kojih se konstatuje: bezbolno izbočenje koštanog tkiva, normalna boja sluzokože iznad promene, bezbolna tumefakcija je bezbolna na palpaciju, može biti čvrste konzistencije kada je očuvano još koštano tkivo, a ukoliko dodje do istanjenja istog u uznapredovalom stadijumu ciste dolazi do pojave fenomena ping-pong loptice, odnosno ugibanja koštanog tkiva, kada je koštano tkivo potpuno resorbovano, javlja se fenomen fluktuacije.
- rentgenografiju,
- patohistološki nalaz,
- punkciju i klinički pregled cističnog sadržaja — koji je tečan, a može biti bistar, žućkaste boje (slame) sa prisustvom kristala holesterina ili gnoja.
- citološku analizu ćelija i sadržaja punktata
- kompjutoriziranu tomografiju vilica ili kostiju lica.

U tipičnim slučajevima već na osnovu kliničkoga pregleda i detaljne analize rentgenograma može se postaviti dijagnoza, koja će postati konačna tek nakon potvrde patologa. 

## Terapija
Lečenja ovih cista zasniva se na delimičnom ili potpunom odstranjenju cističnog sakusa.

## Spoljašnje veze
- Razvoj odontogene ciste — Sveučilište u Zagrebu (језик: хрватски)

|  | Molimo Vas, obratite pažnju na važno upozorenje u vezi sa temama iz oblasti medicine (zdravlja). |